# Betaburmesebuthus bellus
Betaburmesebuthus bellus (лат.) — ископаемый вид скорпионов из семейства Palaeoburmesebuthidae, живший в меловом периоде около 100 млн лет назад. Обнаружен в бирманском янтаре в Мьянме (Юго-Восточная Азия).

## Описание
Мелкий скорпион, найденный в куске янтаре размером 21,5 на 17,0 мм. Ширина головогруди от 0,80 до 1,40 мм, длина 1,40 мм. Общая длина 11,80 мм (карапакс + мезосома + метасома + тельсон). Длина мезосомы 3,60 мм, длина тельсона 1,47 мм. Видовой эпитет B. bellus происходит от латинского слова bellus (прекрасный).